# Sophie Chemineau
Pour les articles homonymes, voir Chemineau.
Sophie Chemineau est une actrice française.

## Filmographie
- 1973 : Les grands sentiments font les bons gueuletons de Michel Berny
- 1975 : Au long de rivière Fango de Sotha
- 1975 : Allégorie de Christian Paureilhe
- 1977 : Une fille unique de Philippe Nahoun
- 1978 : Si vous n'aimez pas ça, n'en dégoûtez pas les autres de Raymond Lewin
- 1980 : Petit déjeuner compris - Feuilleton en 6 épisodes de 52 min - de Michel Berny : Une infirmière
- 1981 : Les hommes préfèrent les grosses de Jean-Marie Poiré
- 1983 : La Trace de Bernard Favre